# OR2M2
OR2M2 (англ. Olfactory receptor family 2 subfamily M member 2) – білок, який кодується однойменним геном, розташованим у людей на короткому плечі 1-ї хромосоми.  Довжина поліпептидного ланцюга білка становить 347 амінокислот, а молекулярна маса — 39 177.
| 10         |  | 20         |  | 30         |  | 40         |  | 50         |
| ---------- |  | ---------- |  | ---------- |  | ---------- |  | ---------- |
| MAWENQTFNS |  | DFILLGIFNH |  | SPPHTFLFFL |  | VLGIFLVAFM |  | GNSVMVLLIY |
| LDTQLHTPMY |  | FLLSQLSLMD |  | LMLICTTVPK |  | MAFNYLSGSK |  | SISMAGCVTQ |
| IFFYISLSGS |  | ECFLLAVMAY |  | DRYIAICHPL |  | RYTNLMNPKI |  | CGLMATFSWI |
| LGSTDGIIDA |  | VATFSFSFCG |  | SREIAHFFCE |  | FPSLLILSCN |  | DTSIFEEVIF |
| ICCIVMLVFP |  | VAIIIASYAR |  | VILAVIHMGS |  | GEGRCKAFTT |  | CSSHLMVVGM |
| YYGAALFMYI |  | RPTSDHSPTQ |  | DKMVSVFYTI |  | LTPMLNPLIY |  | SLRNKEVTRA |
| FMKILGKGKS |  | ESELPHKLYV |  | LLFAKFFFLI |  | SIFFYDVKIL |  | ALIMYIA    |

A: Аланін

C: Цистеїн

D: Аспарагінова кислота

E: Глутамінова кислота

F: Фенілаланін

G: Гліцин

H: Гістидин

I: Ізолейцин

K: Лізин

L: Лейцин

M: Метіонін

N: Аспарагін

P: Пролін

Q: Глутамін

R: Аргінін

S: Серин

T: Треонін

V: Валін

W: Триптофан

Кодований геном білок за функціями належить до рецепторів, g-білокспряжених рецепторів, білків внутрішньоклітинного сигналінгу. 
Задіяний у такому біологічному процесі як поліморфізм. 
Локалізований у клітинній мембрані.